# Claudio Cominardi
Claudio Cominardi (Calcinate, 9 dicembre 1981) è un politico italiano.
È stato sottosegretario di Stato al Ministero del lavoro e delle politiche sociali nel governo Conte I.

## Biografia
Nato a Calcinate (Bergamo), ma residente da sempre a Palazzolo sull'Oglio (Brescia), si è diplomato come tecnico della gestione aziendale, indirizzo informatico, e ha lavorato per oltre quindici anni come attrezzista, disegnatore e programmatore nel settore metalmeccanico e chimico-plastico nelle piccole e medie Imprese.

## Attività politica
Nel 2007 si è iscritto al meetup Amici di Beppe Grillo di Brescia, per il quale alle elezioni comunali in Lombardia del 2009 si candida a sindaco di Palazzolo sull'Oglio, nella prima lista a 5 Stelle della provincia di Bergamo, ottenendo il 4,14% dei voti e risultando non eletto.
Nel 2009 aderisce alla nascita del Movimento 5 Stelle (M5S) di Beppe Grillo e Gianroberto Casaleggio, divenendo attivista e partecipando a manifestazioni e battaglie sia nazionali, come per i referendum abrogativi sull'acqua pubblica e sul nucleare e contro la TAV Torino-Lione, che locali, come sul Wi-Fi gratuito.
Alle elezioni regionali in Lombardia del 2010 partecipa alla relativa campagna elettorale, sostenendo sia il candidato alla presidenza della Regione Vito Crimi che i candidati in consiglio regionale del M5S.
Alle elezioni politiche del 2013 viene eletto alla Camera dei deputati col M5S. È membro della XI Commissione Lavoro Pubblico e Privato, componente della Commissione parlamentare d'inchiesta sul rapimento e sulla morte di Aldo Moro e fa parte dell'Intergruppo parlamentare per l’innovazione tecnologica.
Rieletto alle elezioni politiche del 2018, in seguito alla nascita del primo governo Conte tra il Movimento 5 Stelle e la Lega di Matteo Salvini, il 13 giugno 2018 è stato nominato dal Consiglio dei ministri sottosegretario di Stato al Ministero del lavoro e delle politiche sociali, carica che ha mantenuto fino alla fine del governo il 5 settembre 2019.
A maggio 2022 Cominardi pubblicò sulla sua bacheca Instagram una foto di un murale che ritraeva l'allora presidente del Consiglio Mario Draghi, raffigurato con il corpo della lupa capitolina ma le mammelle con Romolo e Remo riportano la scritta “liquid gas”, tenuto al guinzaglio dal presidente degli Stati Uniti Joe Biden; fatto che fece discutere sia all'interno del M5S che, soprattutto, tra gli altri partiti.

## Attività parlamentare
È stato primo firmatario delle proposte di legge per la riduzione dei compensi erogati agli amministratori delle società pubbliche partecipate e ai manager delle società quotate in Borsa (luglio 2014), contro la delocalizzazione dei servizi di call center e a tutela dei lavoratori del settore (gennaio 2015), per la riforma degli enti bilaterali paritetici (agosto 2016).
È stato anche il primo firmatario della proposta di legge per l'istituzione di una commissione parlamentare di inchiesta sulle agevolazioni statali ottenute dalla Fiat dal Dopoguerra fino ai giorni nostri.
Nel corso dell'attività parlamentare ha osteggiato duramente la Riforma delle pensioni Fornero emanata dal Governo Monti ed è stato relatore di minoranza contro il Jobs Act promulgato dal Governo Renzi.

## Lavoro e nuove tecnologie
Nell'agosto del 2014 ha presentato la prima risoluzione sul tema della disoccupazione tecnologica. La discussione della risoluzione ha visto susseguirsi in audizione esperti e rappresentanti delle maggiori realtà industriali e lavorative: Google Italia, Roland Berger, Rete Imprese Italia, Istituto Italiano di Tecnologia, Agenda Digitale, Alessandro Ovi, Maurizio Pallante, Domenico De Masi, Adapt, Isfol, Confindustria, Cgil, Cisl, Uil, Ugl e Cobas.
Insieme alla collega Tiziana Ciprini è stato ideatore e promotore di Lavoro 2025, la prima ricerca predittiva interdisciplinare sull’evoluzione del lavoro nel prossimo decennio (Marsilio Editori). Coordinata dal sociologo Domenico De Masi, Lavoro 2025 è il frutto del contributo offerto da undici celebri esperti: Leonardo Becchetti, Federico Butera, Nicola Cacace, Luca De Biase, Donata Francescato, Diego Fusaro, Fabiano Longoni, Walter Passerini, Umberto Romagnoli, Riccardo Staglianò, Michele Tiraboschi.
Attraverso il format Lavoro 2025 Tour svolge in tutta Italia attività di divulgazione sui temi della ricerca.
Nel marzo 2017 ha presentato alla Camera una mozione sulla robotica e l'intelligenza artificiale.
Sul tema della disoccupazione tecnologica e del reddito di cittadinanza, ha scritto l'introduzione al libro “La società degli automi” dell’autore Riccardo Campa (D Editore).
Dall'estate del 2017 è blogger de Il Fatto Quotidiano sui temi del lavoro e dell'innovazione tecnologica.

## Altre iniziative
Tra le varie iniziative parlamentari, ha intrapreso e sostenuto battaglie a favore dell'acqua pubblica, a tutela delle vittime di reati violenti intenzionali, contro le grandi opere come la Tav e Brebemi, contro l'utilizzo di pesticidi nocivi come il glifosate e, più in generale, sulle tematiche ambientali.
Per sensibilizzare i cittadini sul tema del consumo di suolo, con il collega Ferdinando Alberti ha promosso la produzione del docu-video musicale Trenta piò, realizzato dal rapper bresciano Dellino Farmer e dal cantautore Piergiorgio Cinelli.